# Simmesport
Simmesport ist eine Kleinstadt (mit dem Status „Town“) im Avoyelles Parish im US-amerikanischen Bundesstaat Louisiana. Das U.S. Census Bureau hat bei der Volkszählung 2020 eine Einwohnerzahl von 1.468 ermittelt.

## Geografie
Simmesport liegt im Zentrum Louisianas am Westufer des Atchafalaya, wenige Kilometer südwestlich der Einmündung des Red River. Die geografischen Koordinaten von Simmesport sind 30°59′01″ nördlicher Breite und 91°48′00″ westlicher Länge. Das Stadtgebiet erstreckt sich über eine Fläche von 6,1 km².
Benachbarte Orte von Simmesport sind Innis (20,5 km südöstlich), Plaucheville (25,4 km westlich), Moreauville (19,6 km westnordwestlich) und Bordelonville (27,1 km nordwestlich).
Die nächstgelegenen größeren Städte sind Mississippis Hauptstadt Jackson (277 km nordöstlich), Louisianas Hauptstadt Baton Rouge (114 km südöstlich), Louisianas größte Stadt New Orleans (233 km in der gleichen Richtung), Lafayette (110 km südsüdwestlich), Beaumont in Texas (305 km westsüdwestlich) und Shreveport (284 km nordwestlich).

## Verkehr
Der Louisiana Highway 1 führt von Westen kommend als Hauptstraße durch Simmesport und verlässt das Stadtgebiet in östlicher Richtung über eine Brücke über den Atchafalaya. Im Stadtzentrum zweigt der Louisiana Highway 105 an dessen nördlichem Endpunkt nach Süden ab und führt entlang des Atchafalaya. Alle weiteren Straßen sind untergeordnete Landstraßen, teils unbefestigte Fahrwege sowie innerörtliche Verbindungsstraßen.
Die nächsten Flughäfen sind der Baton Rouge Metropolitan Airport (104 km südöstlich), der Louis Armstrong New Orleans International Airport (219 km in der gleichen Richtung) und der Jackson-Evers International Airport (290 km nordöstlich).

## Bevölkerung
Nach der Volkszählung im Jahr 2010 lebten in Simmesport 2161 Menschen in 718 Haushalten. Die Bevölkerungsdichte betrug 354,3 Einwohner pro Quadratkilometer. In den 718 Haushalten lebten statistisch je 2,52 Personen.
Ethnisch betrachtet setzte sich die Bevölkerung zusammen aus 49,4 Prozent Weißen, 48,5 Prozent Afroamerikanern, 0,5 Prozent amerikanischen Ureinwohnern, 0,2 Prozent Asiaten sowie 0,2 Prozent aus anderen ethnischen Gruppen; 1,1 Prozent stammten von zwei oder mehr Ethnien ab. Unabhängig von der ethnischen Zugehörigkeit waren 1,1 Prozent der Bevölkerung spanischer oder lateinamerikanischer Abstammung.
25,9 Prozent der Bevölkerung waren unter 18 Jahre alt, 60,4 Prozent waren zwischen 18 und 64 und 13,7 Prozent waren 65 Jahre oder älter. 59,0 Prozent der Bevölkerung war weiblich.

Das mittlere jährliche Einkommen eines Haushalts lag bei 25.473 USD. Das Pro-Kopf-Einkommen betrug 11.525 USD. 30,2 Prozent der Einwohner lebten unterhalb der Armutsgrenze.

## Söhne und Töchter der Stadt
- Joe Simon (1936–2021), Soul- und R&B-Sänger